# Philipp Bogislav von Schwerin
Philipp Bogislav von Schwerin (* 31. Mai 1700 in Rehberg; † 28. Oktober 1751 in Berlin) war ein preußischer Offizier, zuletzt Generalleutnant, Chef des Infanterieregiments Nr. 13 sowie Ritter des Pour le Mérite, Amtshauptmann von Zossen und Drost von Bislich im Herzogtum Kleve.

## Leben

### Herkunft
Philipp Bogislav war der Sohn des Oberstleutnants Philipp Julius von Schwerin, Erbherr von Rehberg und Lantzerow und dessen zweiter Ehefrau Esther Eleonore von Borcke (* 16. November 1673; † 20. Mai 1730). Seine Schwester Sophie Eleonore (* 13. April 1706; † 16. Juli 1769) war mit General Gustav Bogislav von Münchow verheiratet. Sein Bruder Friedrich Julius von Schwerin (1699–1747) wurde ebenfalls preußischer General.

### Militärlaufbahn
Im Jahr 1720 ging Schwerin in preußische Dienste, nachdem er zuvor Leibpage des schwedischen Königs Karl XII. und auch schwedischer Fähnrich gewesen war. Bei der preußischen Armee bekam er den Namen „der schwarze Schwerin“, um ihn von seinem Bruder Friedrich Julius zu unterscheiden, den man den „blonden Schwerin“ nannte. Am 29. Januar 1737 erhielt er als Hauptmann von König Friedrich Wilhelm I. das Leibregiment zu Fuß sowie die Amtsmannschaft von Bislich und 1738 zusätzlich die von Zossen.
Im Oktober 1740 wurde er vom neuen König Friedrich II. als Oberstleutnant zum neu errichteten Füsilierregiment „Münchow“ versetzt. Im gleichen Jahr wurde er noch Oberst und übernahm am 14. Dezember 1744 das Infanterieregiment „Varenne“. Im Jahr 1745 wurde er Generalmajor. 1746 erhielt Schwerin vom König das Regiment „von Braun“, im Jahr 1750 wurde er dann noch Generalleutnant.
Er starb am 28. Oktober 1751 im Berlin und wurde in der dortigen Garnisonkirche beigesetzt.